# 476 Hedwig
Hedwig (asteroide 476) é um asteroide da cintura principal com um diâmetro de 116,76 quilómetros, a 2,45358046 UA. Possui uma excentricidade de 0,07407102 e um período orbital de 1 575,54 dias (4,32 anos).
Hedwig tem uma velocidade orbital média de 18,2970651 km/s e uma inclinação de 10,94396218º.
Este asteroide foi descoberto em 17 de Agosto de 1901 por Luigi Carnera.